# Shout Out Louds
Shout Out Louds son una banda de indie pop formada en el 2001 en la capital sueca de Estocolmo.

## Historia
El nombre original del grupo era Luca Brasi pero lo cambiaron cuando encontraron otra banda con ese nombre. Todos los miembros se han conocido desde su juventud. El grupo ha salido de gira a lo largo del mundo en apoyo a su álbum debut Howl Howl Gaff Gaff. Su segundo disco ya está en la calle, se llama Our III Wills y está producido por Björn Ytling, el Björn de los ya muy famosos Peter Björn And John. El segundo álbum de Shout Out Louds se beneficia de la cinemática producción de Ytling para dar una mayor consistencia a unas ya de por sí poderosas composiciones cargadas de emotividad. Un paso más para una banda que se encuentra ya entre los primeros espadas del indie-pop.
En el año 2010 publicaron su tercer álbum Work.

## Miembros
- Adam Olenius - voz, guitarra
- Ted Malmros - bajo, percusiones
- Carl von Arbin - guitarra
- Eric Edman - batería
- Bebban Stenborg - teclados, percusiones

## Discografía

### Álbumes
- Howl Howl Gaff Gaff (2005)
- Our Ill Wills (2007)
- Work (2010)
- Optica (2013)

### EP
- 100° EP (2003)
- Oh, Sweetheart EP (2004)
- Very Loud EP (2004)
- The Combines EP (Remixes) (2006)

### Sencillos
- Hurry UP Let's Go (2003)
- Shut Your Eyes (2003)
- Please Please Please (2004)
- Very Loud / Wish I Was Dead (2004)
- The Comeback (2005)
- Please Please Please, posición #53 en listas británicas (2006)
- Walls (2010)
- Fall Hard (2010)
- Show Me Something New (2010)
- Blue Ice (2012)
- Walking in Your Footsteps (2013)
- Illusions (2013)

## Curiosidades
- Fueron incluidos en la sección de arte del New York Times en noviembre de 2005.
- Han salido de gira con grupos como Kings of Leon, Secret Machines, The Dears, The Magic Numbers, The Rosebuds, The Essex Green, The Redwalls.
- El bajista Ted Malmros ganó un Grammy sueco por la dirección del video "Young Folks" de Peter Bjorn and John.
- Fiat ha usado la canción "Shut Your Eyes" para el anuncio comercial "Fiat Grande Punto".
- Ted Malmors ha creado un canal en vimeo "Discoveries" donde refleja a través de cortos el día a día de la gira de la banda.
- Adam Olenius tiene un proyecto paralelo llamado Serenades con el que acaba de lanzar su primer EP.
- Carl es el responsable del diseño de la portada del reciente sencillo de Lykke Li "Get Some".